# Modest Altschuler

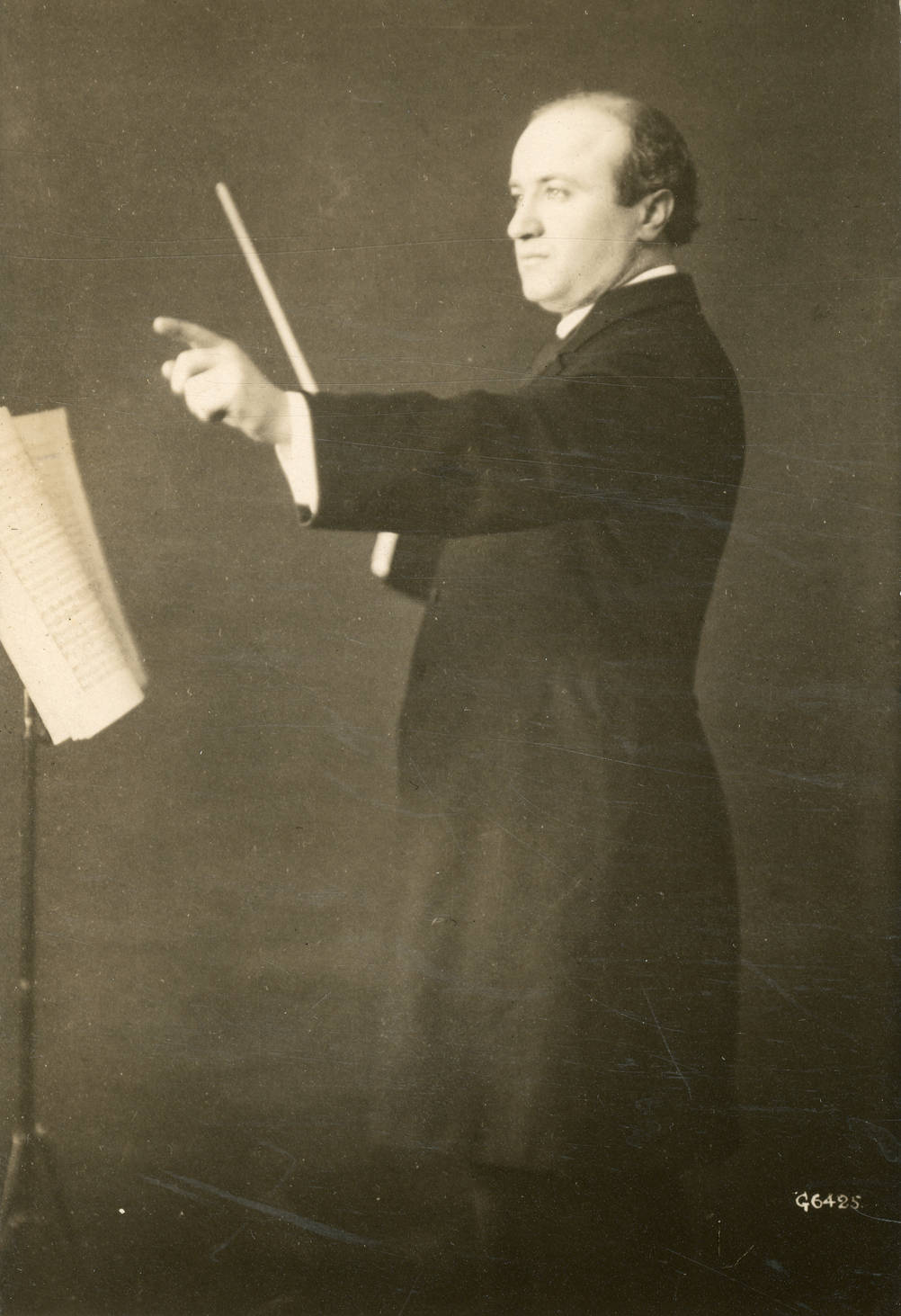
Modest Altschuler, 1911

Modest Isaakowitsch Altschuler (* 15. Februar 1873 in Mogilew; † 12. September 1963 in Los Angeles) war ein aus Belarus stammender amerikanischer Cellist, Dirigent und Filmkomponist.

## Leben
Altschuler war Studienfreund von Alexander Skrjabin am Moskauer Konservatorium. Nach Musikstudium in Warschau und Moskau Nach Abschluss seines Studiums im Fach Violoncello wanderte er gegen 1895 in die USA aus. 1903 wurde er in New York Gründer und Dirigent des Russian Symphony Orchestra, das er bis 1918 leitete und mit dem er insbesondere russische Musik bekannt machte. 1908 fand in New York unter seiner Leitung die Uraufführung von Skrjabins Le Poème de l’Extase statt. Altschuler trat mit bekannten Komponisten und Solisten wie Rachmaninoff, Prokofiev, Mischa Elman, Josef Lhévinne und Skrjabin auf. Nachdem sich das Orchester zu Beginn des Ersten Weltkrieges auflöste, übersiedelte Altschuler nach Kalifornien, wo er als Lehrer und Dirigent arbeitete. Von 1926 bis 1931 übernahm er die Leitung des Glendale Symphony Orchestra.
Gemeinsam mit seinem Bruder Jakow Isaakowitsch Altschuler (* 1870), der mit ihm nach Amerika ausgewandert war und sich dort Joe Aller nannte, komponierte und dirigierte Altschuler außerdem Filmmusiken, darunter "The Sea Hawk" (1924) oder "Buffalo Bill Rides Again" (1947).

## Filmografie (Auswahl)
- 1913: Spartacus (Spartaco)
- 1924: Die Seeteufel (The Sea Hawk)
- 1947: Buffalo Bill greift ein (Buffalo Bill Rides Again)